# Stefan Sultana
Stefan Sultana (Ħamrun, 18 juli 1968) is een voormalig profvoetballer uit Malta, die speelde als aanvaller gedurende zijn carrière. Hij sloot zijn loopbaan in 2010 af bij de Maltese club Xewkija Tigers. Sultana is met 195 doelpunten de all-time topscorer van de Maltese Premier League.

## Interlandcarrière
Sultana speelde 33 interlands voor de Maltese nationale ploeg, en scoorde vier keer voor zijn vaderland in de periode 1991-2000. Onder leiding van bondscoach Horst Heese maakte hij zijn debuut op 7 mei 1991 in het oefenduel tegen IJsland (1-4). Hij viel in die wedstrijd na tachtig minuten in voor Nicholas Saliba.
| Interlanddoelpunten | Interlanddoelpunten | Interlanddoelpunten | Interlanddoelpunten | Interlanddoelpunten | Interlanddoelpunten | Interlanddoelpunten | Interlanddoelpunten |
| #                   | Datum               | Locatie             | Wedstrijd           | Goal(s)             | Score               | Uitslag             | Wedstrijd           |
| ------------------- | ------------------- | ------------------- | ------------------- | ------------------- | ------------------- | ------------------- | ------------------- |
| 1                   | 27/11/1991          | Ta' Qali            | Malta – Libië       | ??'                 | 1 – 0               | 2 – 0               | Oefeninterland      |
| 2                   | 22/12/1991          | Ta' Qali            | Malta – Griekenland | 42'                 | 1 – 0               | 1 – 1               | EK-kwalificatie     |
| 3                   | 30/04/1997          | Ta' Qali            | Malta – Faeröer     | 8'                  | 1 – 0               | 1 – 2               | WK-kwalificatie     |
| 4                   | 01/06/1997          | Ta' Qali            | Malta – Schotland   | 57'                 | 2 – 2               | 2 – 3               | Oefeninterland      |